# Odontophora longisetosa
Odontophora longisetosa is een rondwormensoort uit de familie van de Axonolaimidae. De wetenschappelijke naam van de soort is voor het eerst geldig gepubliceerd in 1928 door Allgén.